# جامعة مردوخ
جامعة مردوخ هي جامعة عامة في أستراليا تأسست عام 1975. تقع في مدينة بيرث.

## معرض صور

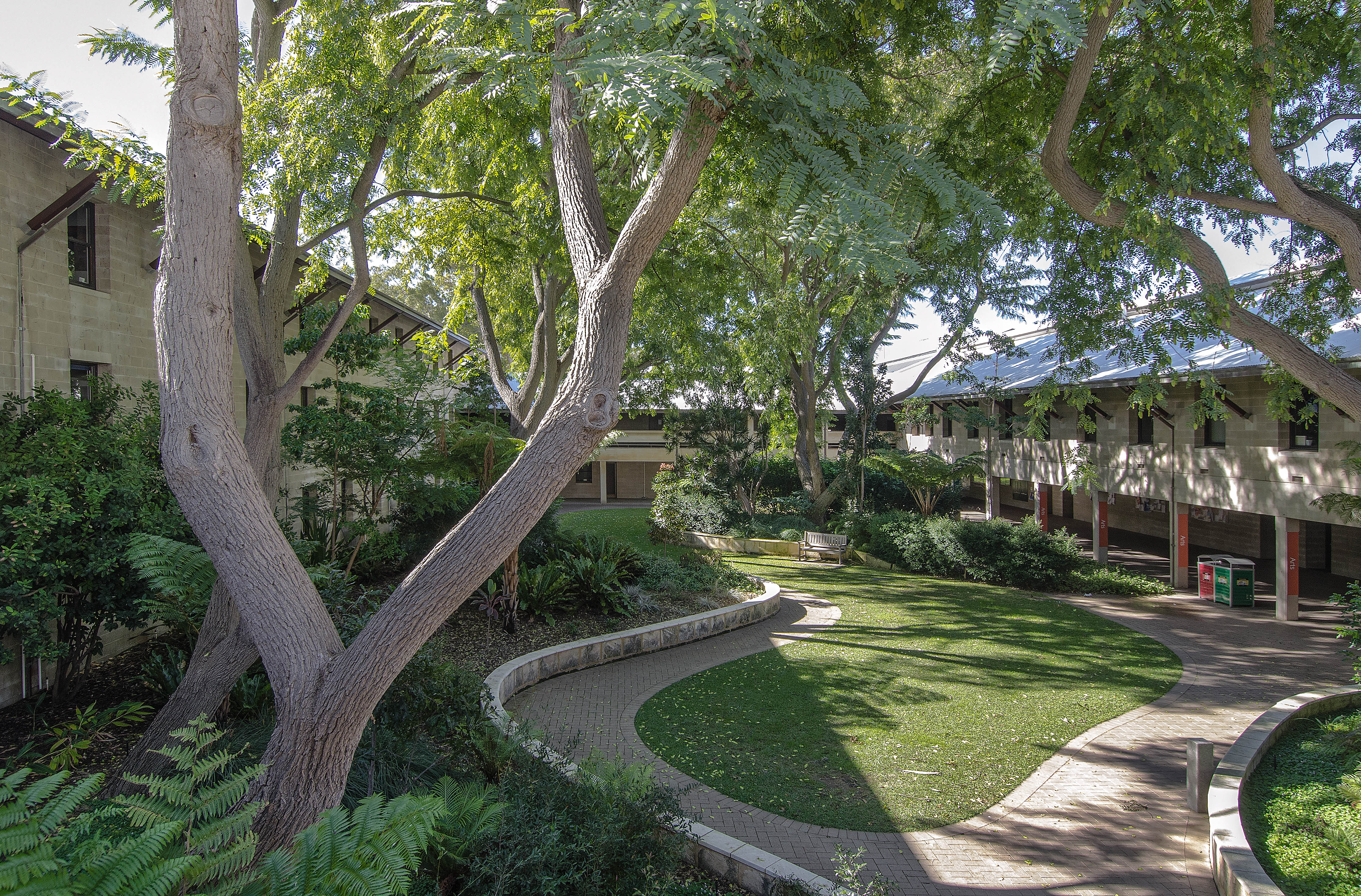
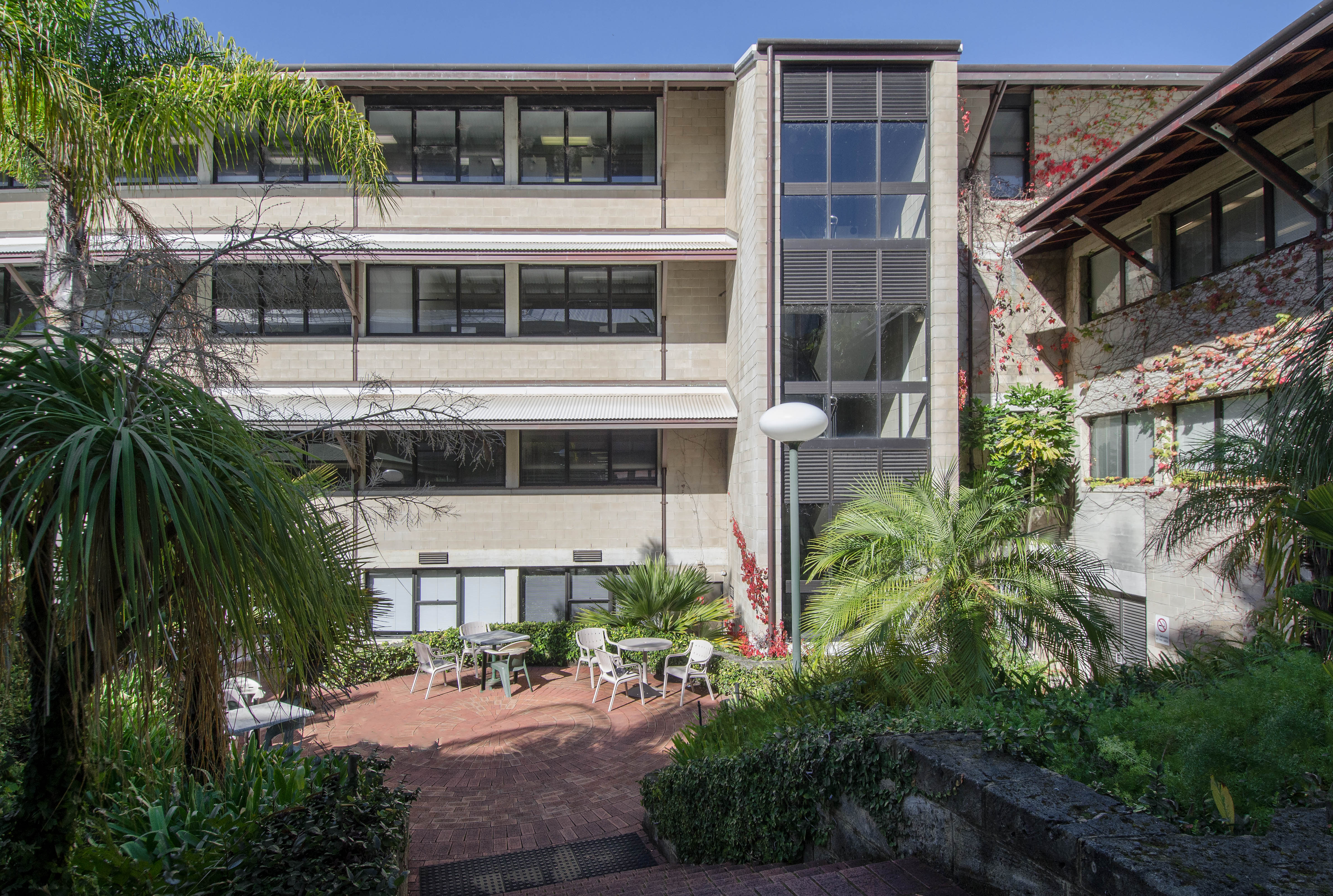
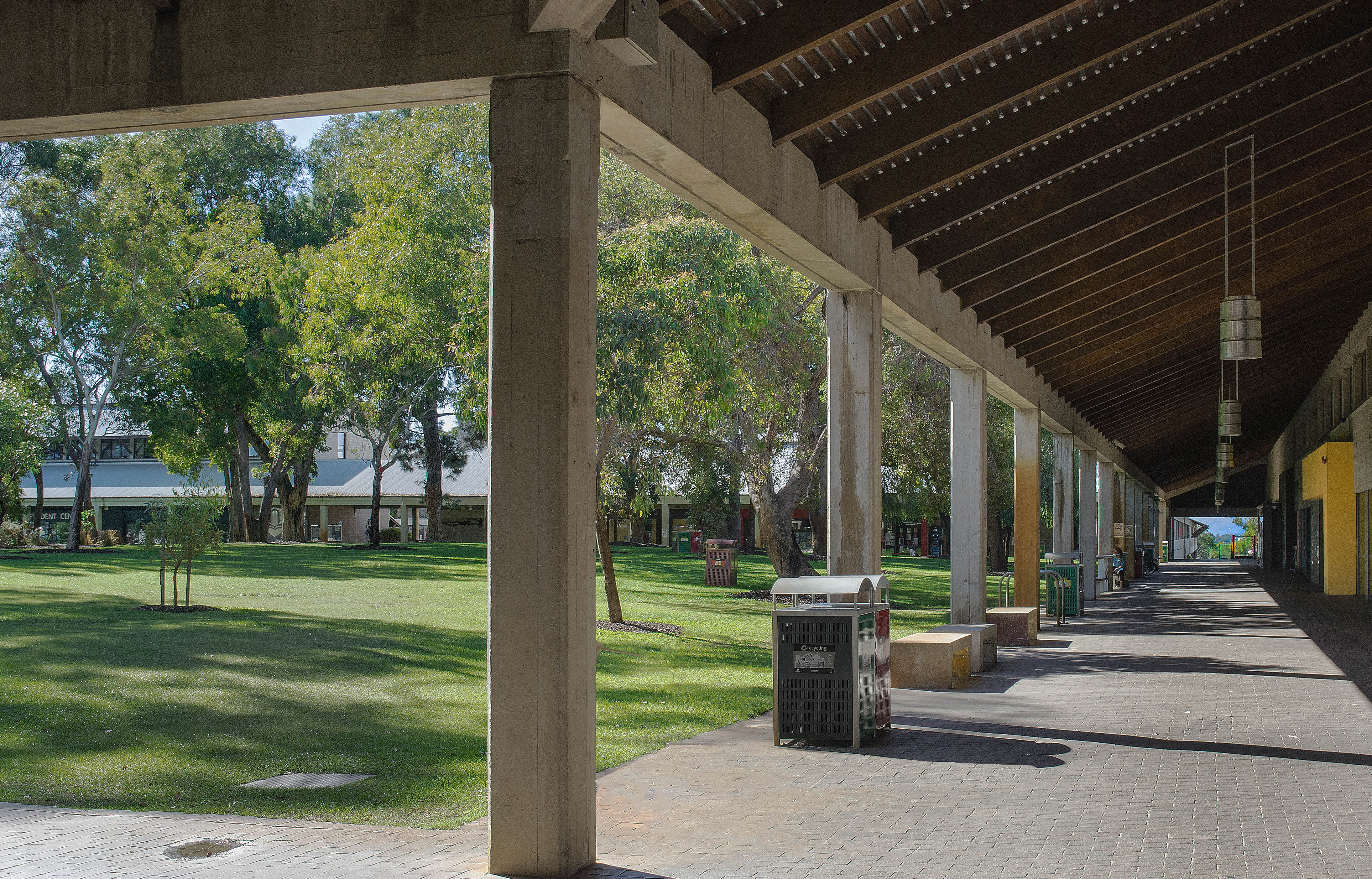
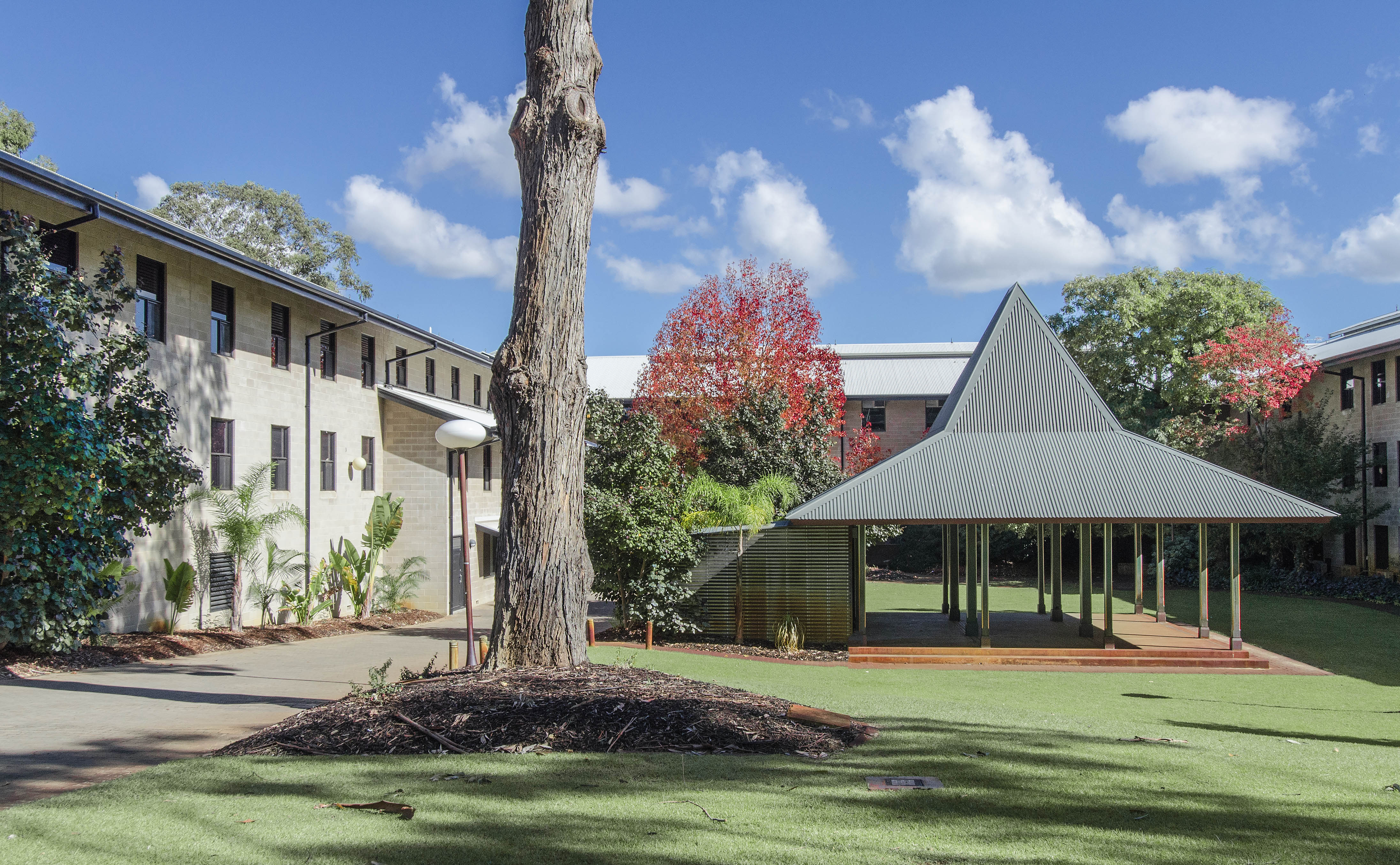
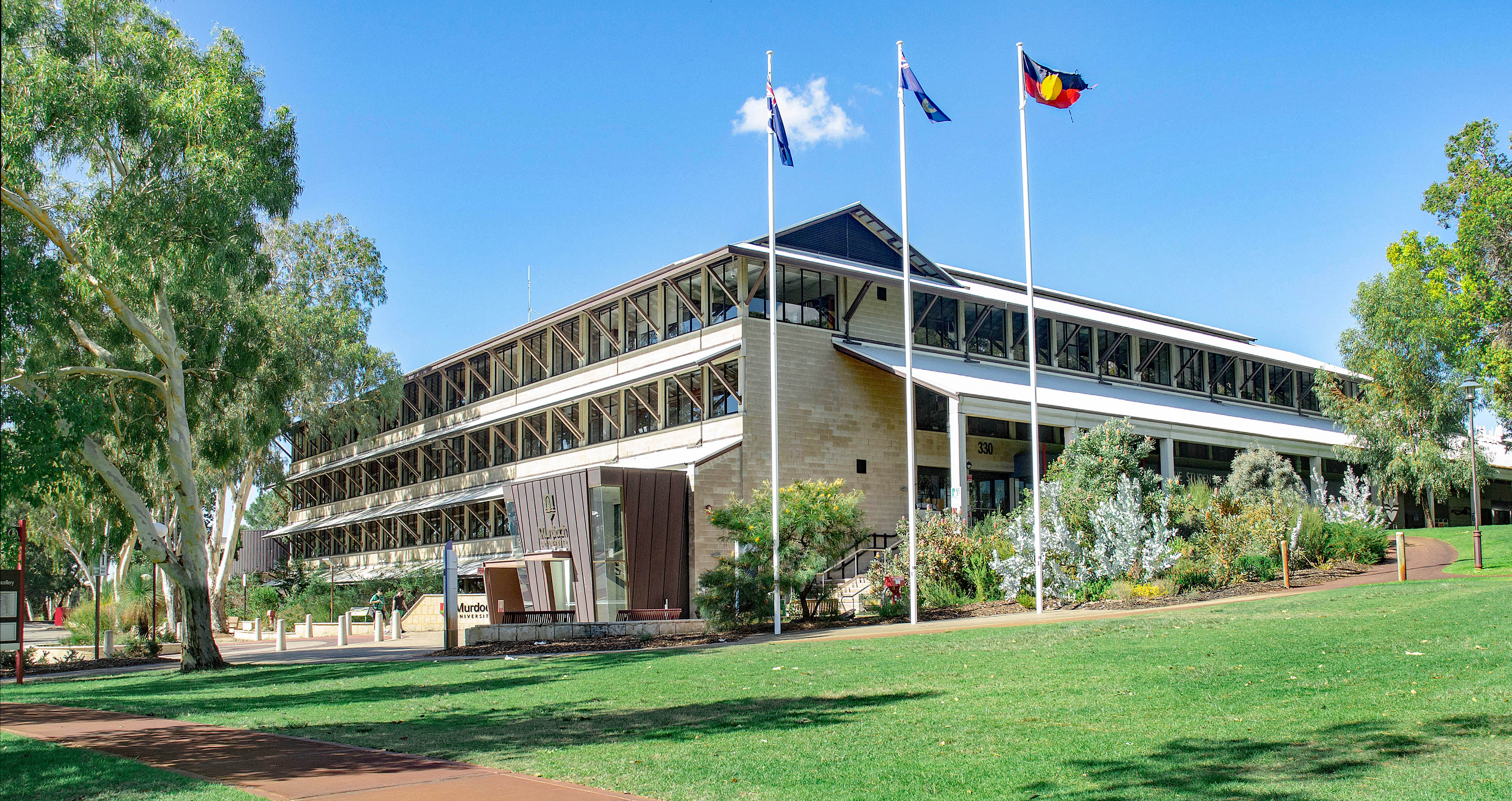
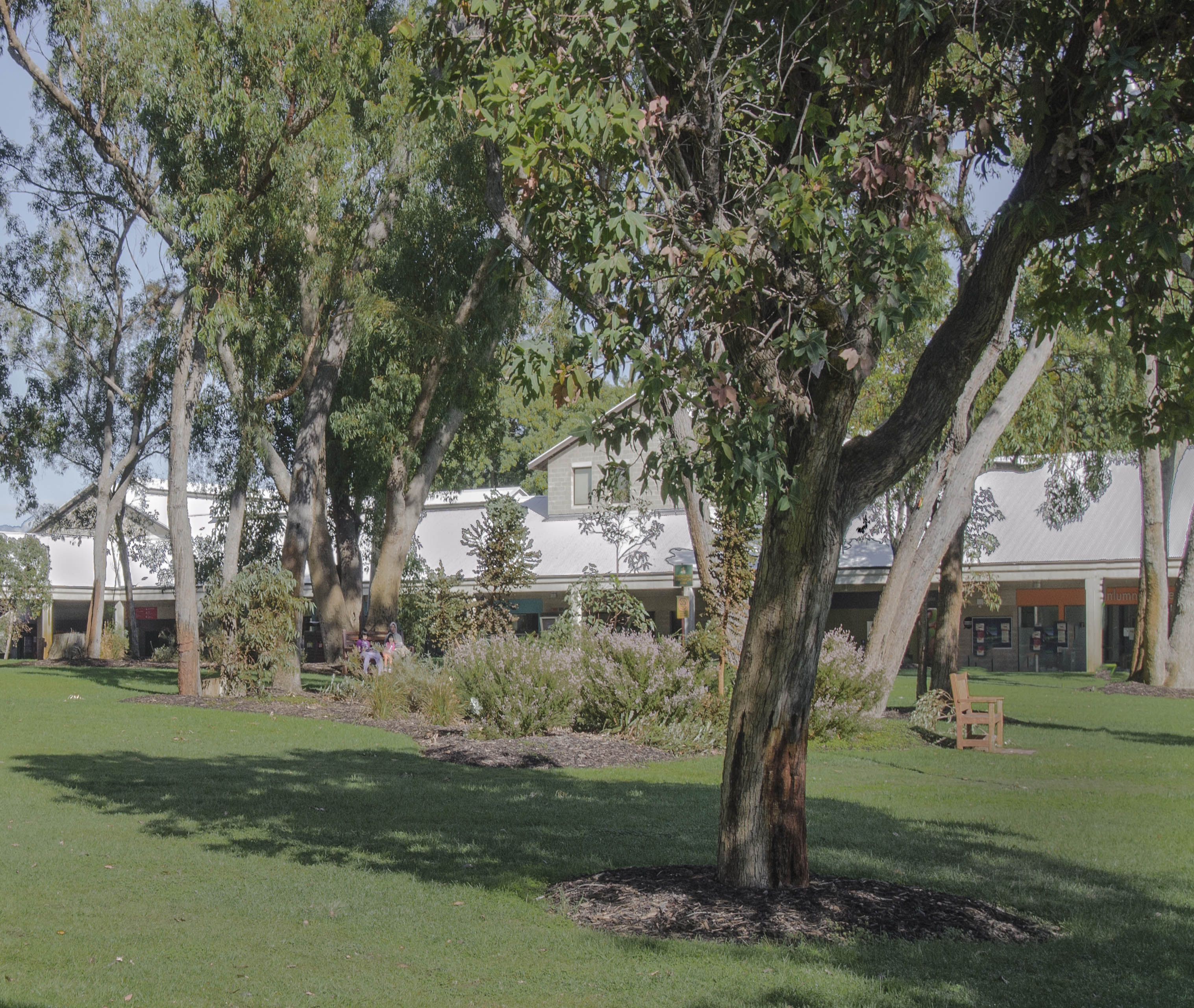

## إحصائيات
يبلغ عدد طلاب الجامعة 16,606 طالب.